# Джош Горджес
Джош Джорджес (англ. Josh Gorges; 14 серпня 1984, м. Келоуна, Канада) — канадський хокеїст, захисник. Виступає за «Монреаль Канадієнс» в Національній хокейній лізі. 
Виступав за «Келоуна Рокетс» (ЗХЛ), «Клівленд Беронс», «Вустер Шаркс», «Сан-Хосе Шаркс».
В чемпіонатах НХЛ — 435 матчів (11+61), у турнірах Кубка Стенлі — 46 матчів (0+7).
У складі молодіжної збірної Канади учасник чемпіонату світу 2004.
Досягнення
- Володар Меморіального кубка (2004)
- Срібний призер молодіжного чемпіонату світу (2004).